# Dachs
Броньована інженерна машина 2A1 Dachs (нім. Pionierpanzer 2A1 Dachs), або броньована інженерна машина Dachs (нім. Pionierpanzer Dachs) — німецька інженерна машина, що належить до групи машин бойової підтримки та є наступником Pionierpanzer 1. Це броньована інженерна машина, створена на базі шасі Leopard 1. У його сферу відповідальності входить підйом пошкоджених транспортних засобів, створення в'їздів і виїздів, а також в'їздів і виїздів у місцях перетину водних перешкод або крутих і мулистих берегових зонах, створення судноплавного дна та створення чи розчищення перешкод і бар'єрів на полі бою. Машина використовується інженерами та бронетанковими інженерами сухопутних військ Німеччини, а також збройними силами Канади під назвою Badger — Armoured Engineering Vehicle (AEV). Її також використовують збройні сили Чилі. Це перша броньована інженерна машина Бундесверу, яка була спеціально оптимізована для територій, де працюють інженери.

## Розробка
Після невдалого проєкту із розробки броньованої інженерної машини Gepanzerte Pioniermaschine (GPM) Бундесвер продовжив пошуки наступника Pionierpanzer 1. Відповідно до завдань інженерних військ, нова машина має допомагати переміщенню власних бойових підрозділів і стримуванню противника шляхом створення загороджень, а під час робіт екіпаж має бути захищений від зброї масового ураження, а корпус повинен бути броньованим. Федеральне міністерство оборони Німеччини потребувало недорогої, повноцінної броньованої інженерної машини, яка враховує досвід, отриманий у рамках проєкту з розробки GPM. Загальний обсяг замовлення включав 140 автомобілів загальною вартістю 190 мільйонів німецьких марок, а дата постачання — 1990 рік.
Компанія Maschinenbau Kiel створила свої перші два прототипи в період з 1981 по 1983 рік і провела їхні заводські випробування у 1984 році. Третій прототип був створений у 1987 році після того, як Федеральне відомство з оборонних технологій і закупівель Німеччини розмістило замовлення. Конструкція MaK базувалася на модифікованому Bergepanzer 2 та отримала телескопічну стрілу з ковшем від Wieger Maschinenbau замість кранової системи. Бурова установка Pionierpanzer 1, яка була схильна до помилок, не була застосована у новій конструкції. Eisenwerke Kaiserslautern (EWK) відповідала за механізм повороту та систему екскаватора. Як і у випадку з проєктом GPM, компанія Jung Jungenthal знову взялася за перероблення шасі. 75 % компонентів шасі серії танків Leopard було використано у конструкції Badger. Бойова маса досягала 43 тонн.
З 1988 року компанія MaK як генеральний підрядник виробляла броньовану інженерну машину. Відповідно до планів Федерального міністерства оборони Німеччини, вони були створені шляхом переобладнання 104 броньованих інженерно-евакуаційних машин Bergepanzern 2 та наявних 36 інженерних броньованих машин Pionierpanzern 1. Перша серійна броньована інженерна машина 2A1 Dachs була передана 13 квітня 1989 року, таким чином випередивши дату постачання, визначену Бундесвером. Позначення A1 було вибрано, щоб показати підвищення продуктивності вузла в порівнянні з броньованою евакуаційною машиною Bergepanzern. Драбина на телескопічній стрілі та носовий кулемет були відсутні у Badger, вони були присутні тільки на прототипі. Від перевіреного гідравлічного та механічного регулювання кута стріли також відмовилися. Загалом MaK, який з 1992 року є частиною Rheinmetall Landsysteme, поставив до Німеччини та Канади 149 машин цього типу. Замовлення Канади на дев'ять машин коштувало 49 мільйонів німецьких крон.
У 2023 році Україна отримала від Німеччини три бронетранспортери типу Dachs.

## Технічний опис

### Інтер'єр та екіпаж

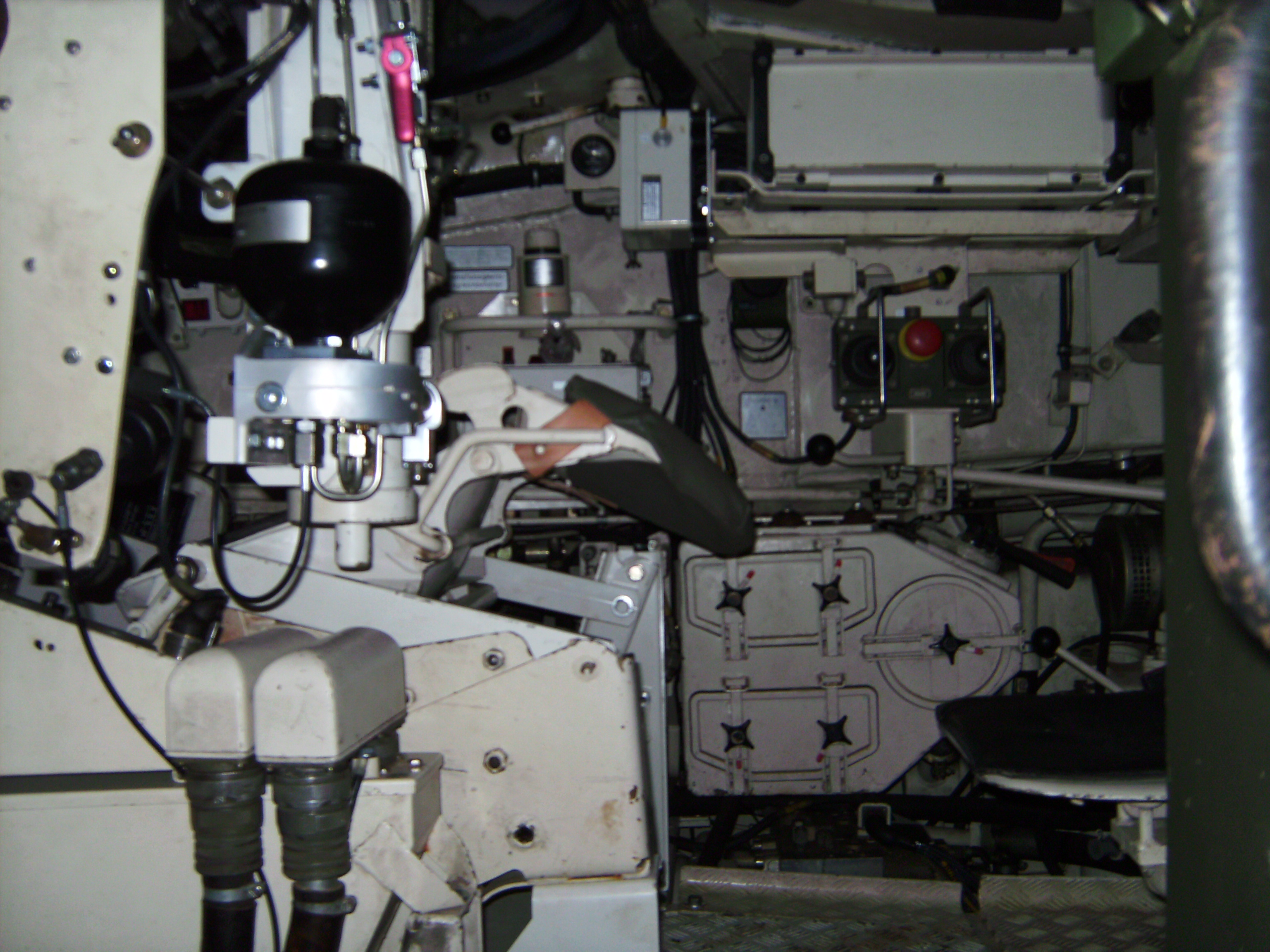
Інтер'єр Dachs. Пульт дистанційного керування телескопічною стрілою можна побачити в центрі зображення, а частину системи захисту від зброї масового ураження — у нижній частині

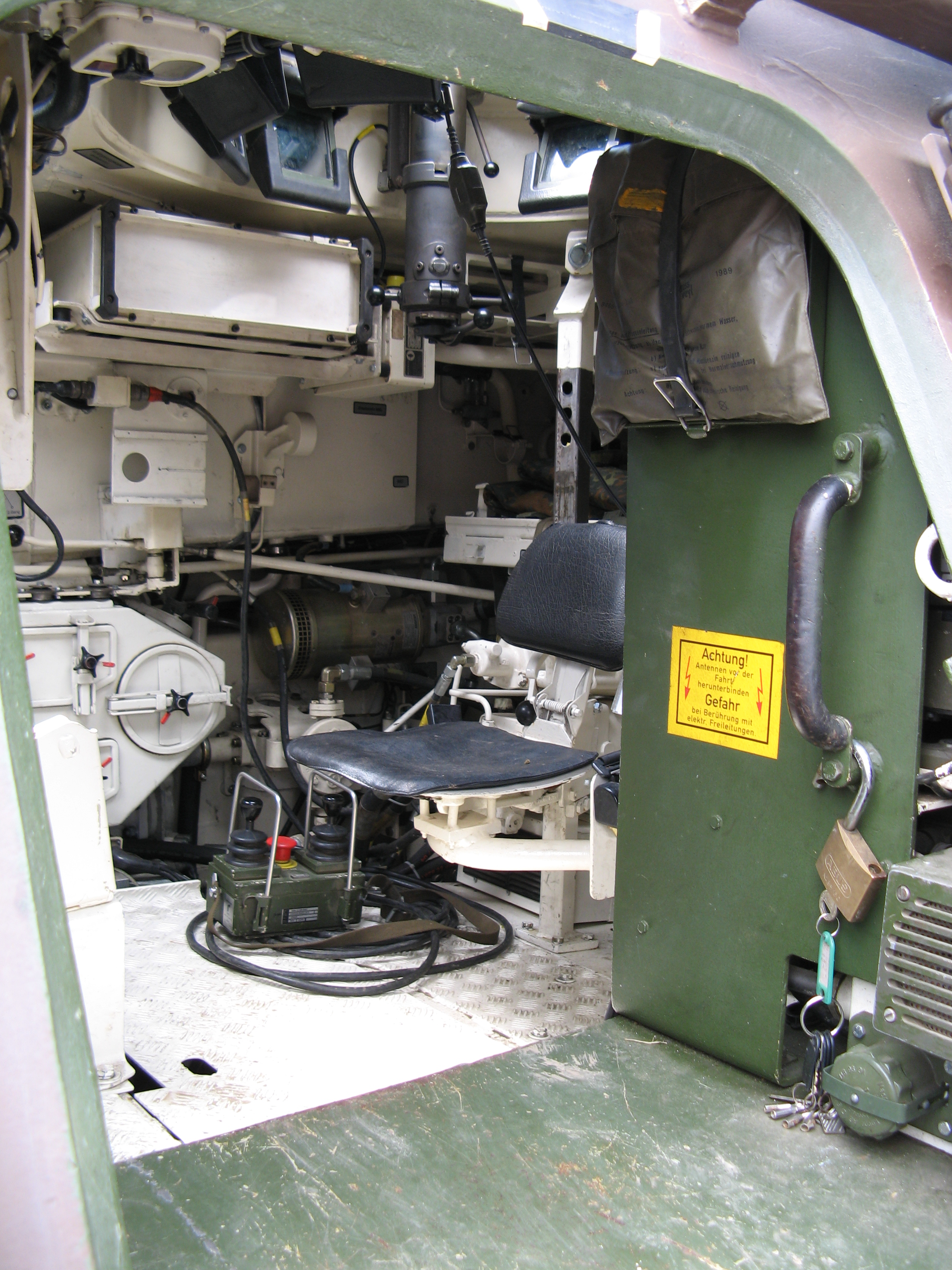
Вид на місце командира через вхідний люк

Екіпаж складається з трьох солдатів: водія, командира та третього члена екіпажу. Водій сидить у передній правій частині машини під цільним люком. Він управляє бронемашиною відповідно до завдань командира та управляє інженерним обладнанням, включаючи щит і лебідку. Він також відповідає за роботи з технічного обслуговування корпусу бронемашини. Командир сидить трохи лівіше прямо за водієм. Він управляє бронемашиною, підтримує радіозв'язок з командуванням і може за потреби замінити водія під час управління телескопічною стрілою. Він також відповідає за заряджання та управління зенітним кулеметом. Третій солдат сидить у задній частині машини. Доступ до бойового відділення здійснюється через два люки в даху або вхідний люк з лівого борту машини.
Для зв'язку машини Бундесверу мають УКХ-радіостанцію SEM 80. Усі перископи мають можливість нахилу в зоні знарядь для роботи під броньованим захистом. Електронно-оптичні перетворювачі служать приладами нічного бачення.

### Засоби захисту
Корпус даху складається зі зварної броньової сталі та має одношарову броню. Рівень захисту шасі такий же, як і у Leopard 1. Броньована надбудова досягає товщини броні від 25 мм до 35 мм для боків і 10 мм для даху. Гідравлічні циліндри телескопічної стріли отримали захист від осколків. Базове обладнання включає систему захисту від зброї масового ураження та вентиляцію, а також систему попередження та гасіння пожежі. Вихлопна система з домішуванням свіжого повітря зменшує інфрачервоний слід і таким чином забезпечує пасивний бронезахист.
Канадські бронетранспортери також отримали додаткову броню MEXAS від IBD Deisenroth Engineering для операцій Міжнародних сил з підтримки миру в Косові та Міжнародних сил сприяння безпеці.

### Озброєння
Озброєння на даху призначене перш за все для самозахисту. Екіпаж збройних сил Німеччини з трьох осіб має кулемет MG3 на зенітному лафеті командирської башти, димовий гранатомет із шістьма пусковими установками та ручну зброю. Канадський Badger також має кулемет у носовій частині. Кулеметом служить бельгійський FN MAG під позначенням C6 GPM.

### Привід і шасі

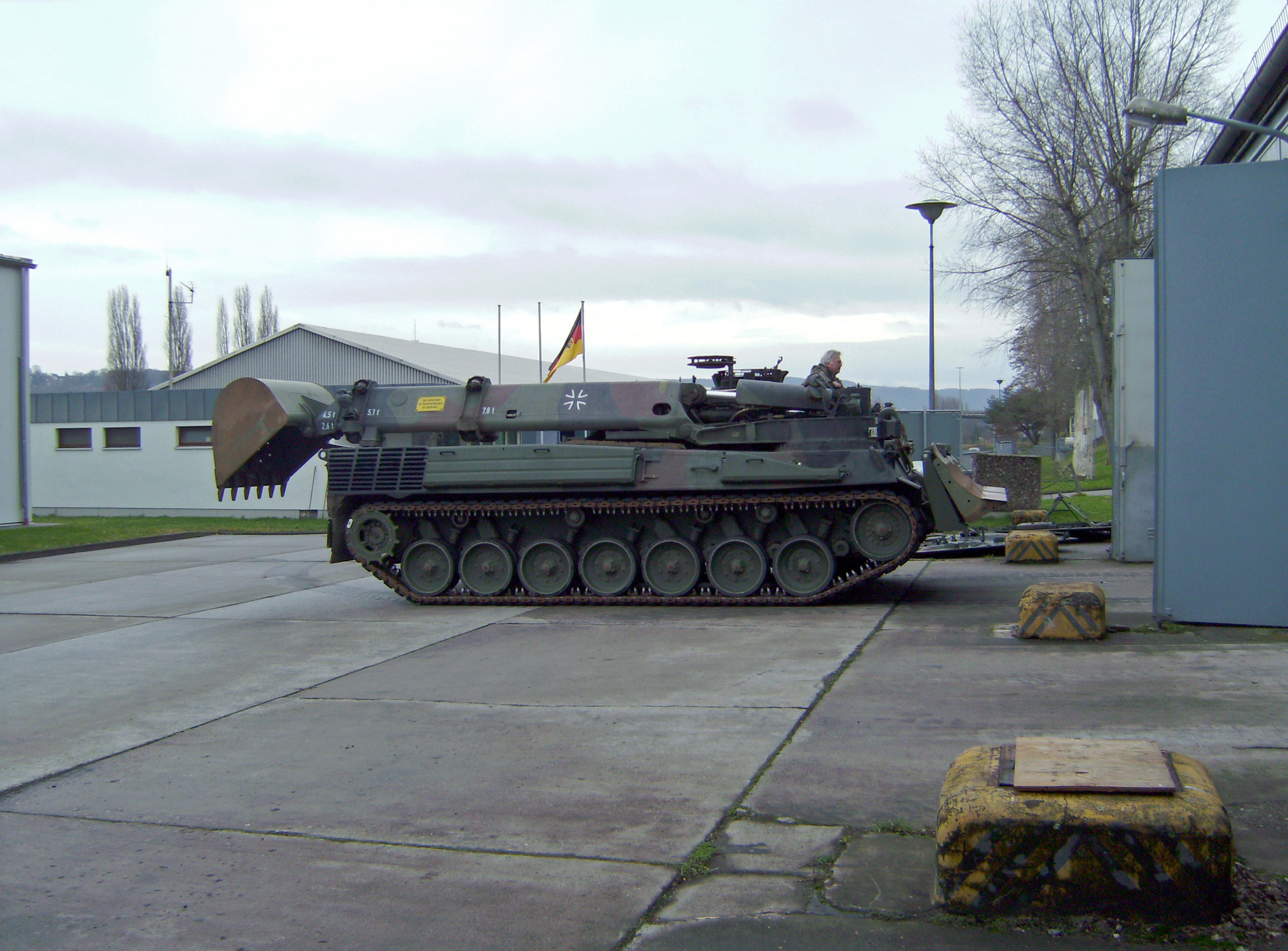
Dachs з правого боку. Коли телескопічна стріла не використовується, вона складена назад у похідному положенні. Ящики для інструментів, додані у 2009 році, розміщені збоку корпусу

Опорне коткове шасі Leopard із торсіонними ресорами взято без будь-яких змін. Воно має сім подвійних котків з гумовими шинами та чотири опорні котки з кожного боку. Прогин пружини обмежується усіченими конусними пружинами та кінцевими упорами. Ведуче колесо рушія знаходиться позаду.
Щоб уникнути втрати гусеничної стрічки під час «їзди по пересіченій місцевості», прототипи отримали збільшені шківи на ведучому колесі. Серійні машини оснащувалися кронштейнами ланцюгового стартера (очисниками ведучих коліс), які при необхідності кріпляться поперек барабана ведучих коліс. Коли вони не використовуються, вони зберігаються ззаду з правого боку корпусу. Гусеничною стрічкою служить «жива» кінцева стрічка (тип: D 640A) зі змінними накладками на стрічку виробництва Diehl. Тиск на ґрунт становить 0,92 кг/см².
Трансмісія також була взята без змін із Leopard. Завдяки 10-циліндровому багатопаливному двигуну MB 838 CaM-500 з двома механічними наддувачами Dachs розвиває максимальну швидкість 62 км/год. Двигун розвиває потужність 830 к.с. з робочим об'ємом 37,4 л і забезпечує співвідношення потужності до ваги 19,3 к.с./т. Паливна місткість баків була збільшена до 1 410 л. Запас ходу становить 500 км з витратою пального 280 л на 100 км. Щоб забезпечити постійну подачу мастила навіть на складній місцевості та під час руху машини на ухилі, двигун оснащений системою змащення двигуна під тиском із сухим картером.
Бортова мережа 24 В живиться від трифазного генератора з рідинним охолодженням потужністю 9 кВт. Акумуляторна система складається з шести батарей по 12 В кожна із загальною ємністю 300 А·год.
Dachs використовує механічну коробку передач 4HP250 від ZF Friedrichshafen для передачі потужності на гусеничні стрічки. Приєднана до двигуна, вона має чотири передачі переднього та дві передачі заднього ходу, які перемикаються електрогідравлічно. Вона з'єднується через гідротрансформатор з муфтою блокування. Гальма автомобіля відповідають мінімальним вимогам Правил дорожнього руху і виконані як гідравлічні одноконтурні дискові гальма з підтримкою гальмівної масляної помпи та запасом азоту.

### Інженерне обладнання

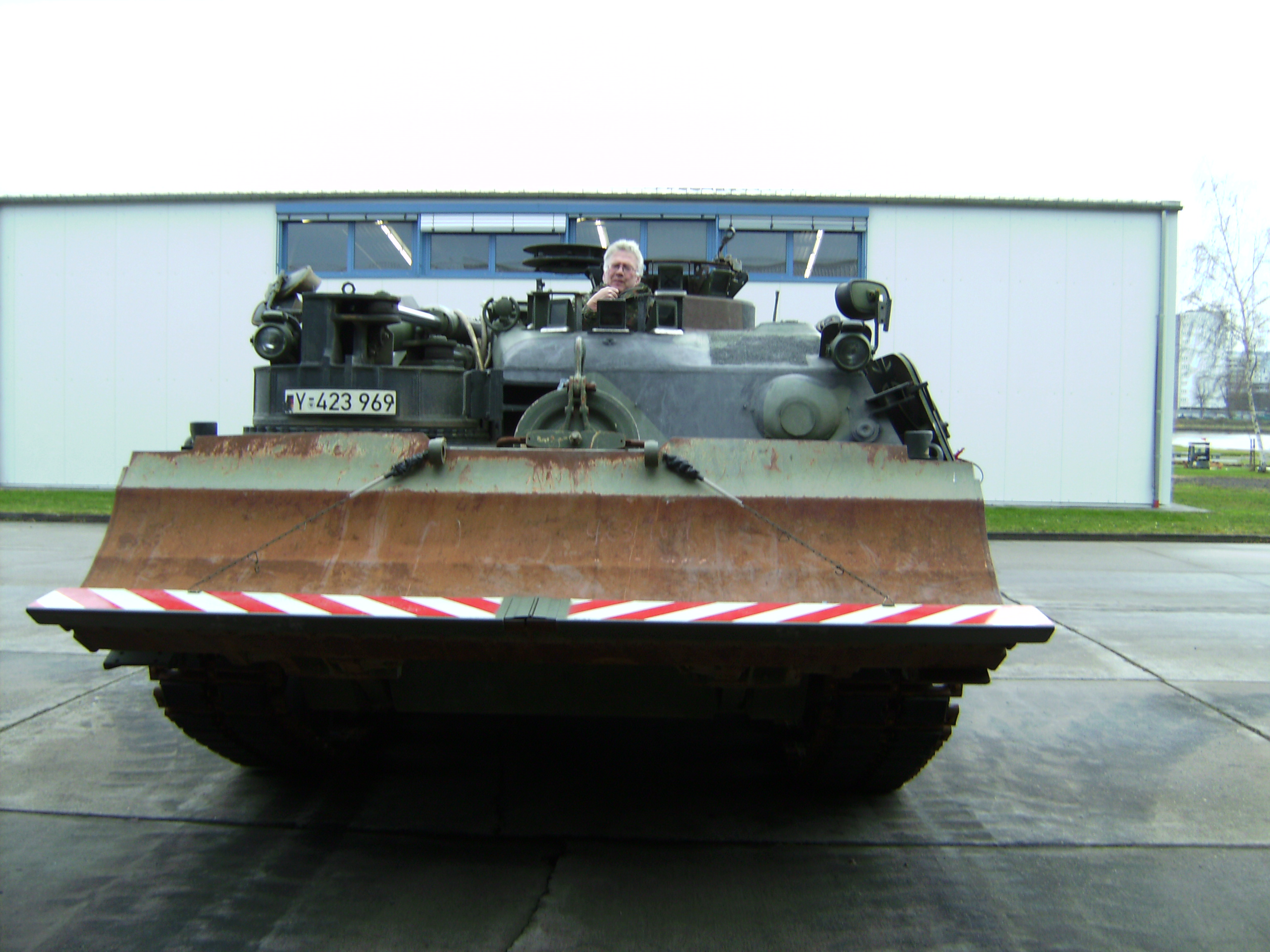
Вид спереду на Dachs зі збільшеним відвалом. Подовжений відвал складається і закривається за щитом

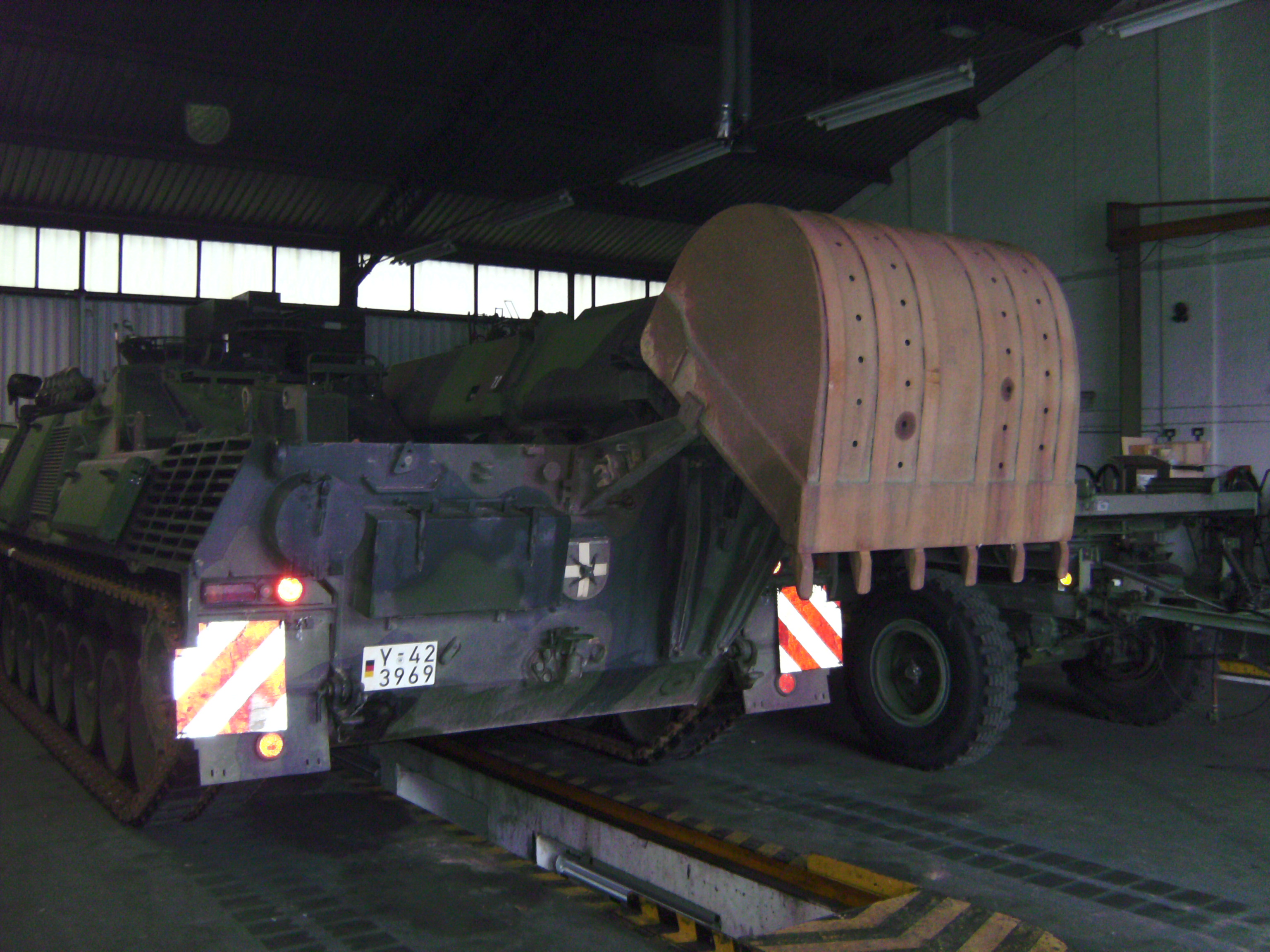
Тильна сторона з ковшем об'ємом 1,1 м³

Серцем Dachs є його новаторське обладнання. До них входять телескопічна стріла з ковшем, очисний і опорний відвал, обладнання для відновлення та лебідки, а також різноманітні новаторські інструменти, такі як система різання та зварювання, а також робоче освітлення. Продуктивність гідравлічної системи була збільшена і вона працює за принципом Load-Sensing, що означає, що кілька гідроциліндрів (до трьох) можуть працювати одночасно і незалежно від навантаження. Робочий тиск 300 барів.
Особливістю Dachs є можливість безперервної роботи на глибині до 4 м за допомогою підводної шахти та спеціальних приготувань на двигуні та шасі. Управління телескопічною стрілою здійснюється дистанційним керуванням від валу. Без цих запобіжних заходів робоча глибина становить 0,8 м, а з обладнанням для глибокого броду 2,25 м. Промивний пристрій у кормовій частині бойового відділення, спочатку розроблений для броньованої інженерної машини Gepanzerte Pioniermaschine, також дозволяє працювати в сильно забруднених і швидкоплинних водах. Вода, що циркулює використовується для охолодження двигуна та гідравлічної оливи.
Як і у випадку з прототипом EWK GPM, система екскаватора була встановлена на передній правій частині шасі. Схожість з телескопічною стрілою екскаватора є найяскравішою рисою цієї конструкції від MaK. Конструкція, яку можна подовжити до 9,20 м, забезпечує діапазон повороту 195,5° і кут повороту стріли +/-60°. Для земляних робіт, які необхідно виконати, доступні ковші екскаватора із зубцями та дренажними отворами. Місткість ковшів становить 0,6 м³ і 1,1 м³. Продуктивність екскаватора сягає 140 м³/год, розривне зусилля 125 кН. Затискач з двома зубами дозволяє захоплювати балки, дерева та інші перешкоди. Крім того, система екскаватора також використовується інженерами для утрамбовування та розривів.
Модернізований поворотний гак на телескопічній стрілі також дозволяє використовувати його як кран, за допомогою якого можна підіймати вантажі до 7,8 т з радіусом 3,98 м і до 2,6 т з радіусом 7,92 м. Завдяки технічним змінам максимальне навантаження було зменшено до 2 т протягом періоду використання, причому чверті мосту мостоукладача Biber мають виняткове навантаження у 2,5 т. У разі перевантаження під час роботи крана система попередження про перевантаження, яку оператор повинен скинути вручну, зупиняє роботу підіймача.
Форма очищувального та опорного відвалу була адаптована до сфер застосування інженерів і може бути подовжена від 3,25 м до 3,75 м за допомогою складних подовжувачів. Кут зрізу встановлений на 50°, а висота 94 см. Оснащений відривною кромкою, яка розпушує та відкидає ґрунт, протитанкові рови можна загортати та долати перешкоди. Продуктивність очищення 270 м³/год. Створення окопу для бойового танка займає близько 15 хвилин. Два змінні розпушувачі дозволяють розпушувати ґрунт на глибину до 45 см при русі заднім ходом. При використанні екскаваторів і лебідок відвал служить опорою і таким чином забезпечує стійкість інженерної машини.
Система лебідки взята MaK без змін із Leopard і доповнена вдосконаленим натяжним пристроєм, який забезпечує рівномірний натяг тросу при змотуванні та розмотуванні. Тягове зусилля барабанної лебідки становить 345 кН (34,5 т) при одиночній тязі та 690 кН (69 т) при подвійній тязі з відхилювальним блоком. Робоча швидкість лебідки становить 14 м/хв на першій передачі та 44 м/хв на другій передачі. Блок над центром відвалу зменшує знос троса довжиною 90 м і товщиною 33 мм під час розгортання. У разі використання під водою тросовий привід має бути закритий, тому його не можна використовувати. Канадський Badger має шпилеву лебідку з тяговою силою 350 кН (35 т) при одночній тязі.
Обладнання також включає систему різання та зварювання (54 В/360 А), кутову шліфувальну машину, гайкокрут, автомобільний домкрат, напрямні блоки, буксирні ножиці, скоби та, на додаток до бортових інструментів, розширений набір інструментів. Втрату внутрішнього простору для зберігання було компенсовано трьома ящиками на транспортному засобі, які були розміщені у 2009 році на машинах збройних сил Німеччини із водонепроникним ящиком для зберігання над двигуном. Ящики для інструментів, які розташовані з боків корпусу, замикаються та запобігають від втрати та пошкодження обладнання під час використання.

### Технічні характеристики

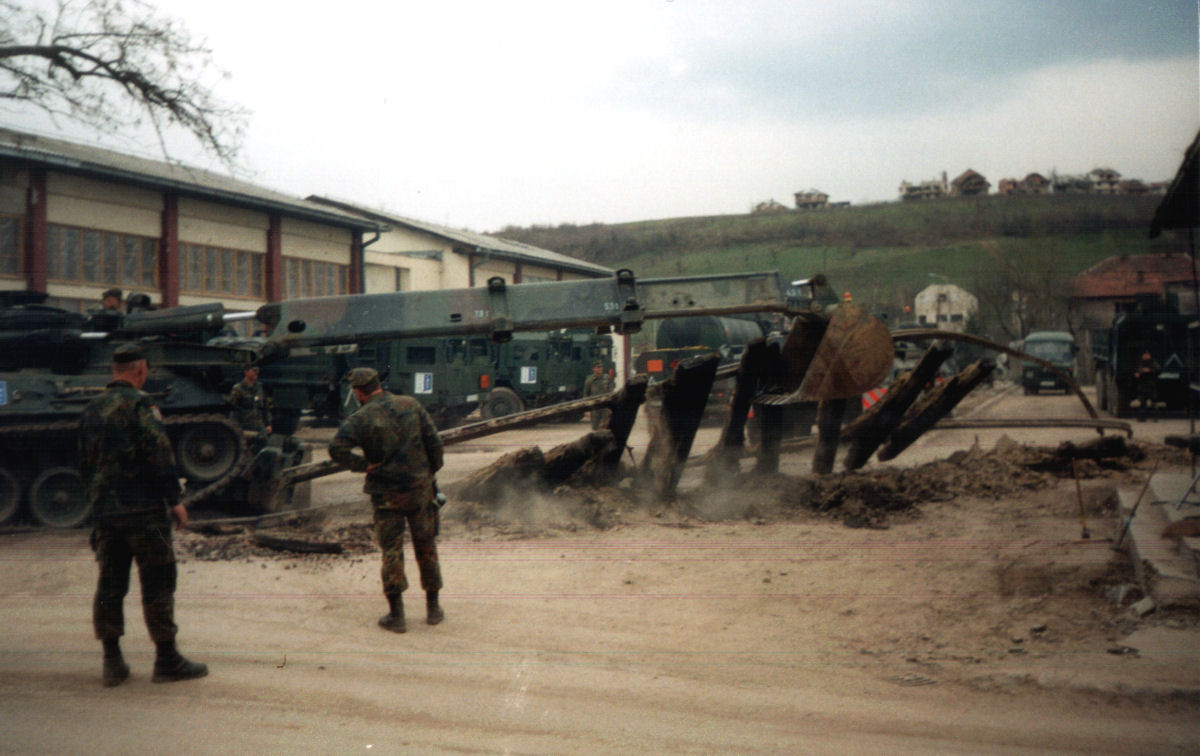
Демонтаж старих рейок у

| Позначення                          | 2A1 Dachs/ Badger                                                                         |
| ----------------------------------- | ----------------------------------------------------------------------------------------- |
| Тип                                 | Броньована інженерна машина                                                               |
| Екіпаж                              | 3                                                                                         |
| Двигун                              | 10-циліндровий багатопаливний дизельний двигун MTU MB 838 CaM-500                         |
| Потужність                          | 610 кВт (830 к.с.)                                                                        |
| Коробка передач                     | Планетарна коробка передач ZF 4HP250 з чотирма передачами вперед і двома передачами назад |
| Шасі                                | ходова частина опорних котків з торсіонними ресорами з семи та чотирьох опорних котків    |
| Довжина                             | 8 930 мм                                                                                  |
| Ширина                              | 3 250 мм                                                                                  |
| Висота                              | 2 570 мм                                                                                  |
| Кліренс                             | 440 мм                                                                                    |
| Здатність до переходу вбрід         | 2 250 мм, з попередньою підготовкою — до 4 000 мм, здатний працювати під водою            |
| Здатність перетину канави           | 2 500 мм                                                                                  |
| Максимальна висота перешкод         | 900 мм                                                                                    |
| Здатність підйому                   | 60 %                                                                                      |
| Поперечний ухил                     | 30 %                                                                                      |
| Споряджена маса                     | 42 500 кг                                                                                 |
| Бойова вага                         | 43 000 кг                                                                                 |
| Максимальна швидкість на дорозі     | 62 км/год                                                                                 |
| Максимальна швидкість на бездоріжжі | 45 км/год                                                                                 |
| Місткість паливного бака            | 1 410 л                                                                                   |
| Дальність техніки                   | близько 500 км (дорога), близько 300 (бездоріжжя)                                         |
| Озброєння                           | Кулемет MG3 або два кулемети C6 GPM (Канада), димовий гранатомет                          |
| Особливості                         | Канадський варіант оснащений носовим кулеметом і драбиною на телескопічній стрілі         |

## Оператори
- Німеччина
- Україна[3]